# Pteropus pilosus
Pteropus pilosus, también llamado gran zorro volador de Palau, es una especie extinta de murciélago frugívoro perteneciente a la familia Pteropodidae, género Pteropus. Las especies de este género son conocidos habitualmente como zorros voladores. Era de mediano tamaño con una envergadura de alrededor de 60 cm, pelaje castaño con pelos plateados en el abdomen, habitaba en las Islas Palau en Micronesia. Se extinguió probablemente alrededor de 1874, posiblemente fue exterminado por caza abusiva. Actualmente se conservan dos ejemplares disecados, uno de los cuales se encuentra en el Museo de Historia Natural de Londres.